# スゴモロコ
スゴモロコ（Squalidus chankaensis biwae）は、コイ目コイ科カマツカ亜科に属する淡水魚である。

## 分布
本来は琵琶湖の固有亜種であったが、アユの放流に混じって関東平野や高知県などに定着した。濃尾平野や西日本には、別亜種のコウライモロコが分布する。

## 形態
全長は9 - 12センチメートル。目は大きく、体は細長い。吻から背鰭までの輪郭は直線的である。口ひげは長く、眼の経程度の長さになる。体色は淡い黄褐色であり、不明瞭なやや光沢をもった緑褐色の縦条がある。背部にある鱗の頂部には、暗色斑がある。産卵期の雄は体がやや黒ずみ、胸びれ周辺以外に極めて小さい白色の追い星が出る。別亜種のコウライモロコや、同属のデメモロコとしばしば混同される。体型上の違いはあるものの、交雑なども多く見分けがつかない個体も多い。

## 生態
琵琶湖では、群れを作って水深5 - 10メートル程度の砂泥底に棲み、内湖へはほとんど入らない。冬期には、水深20 - 40メートルのやや深い泥底部へ移動する。ミジンコなどの浮遊生物から小型のスジエビやユスリカの幼虫などの底生生物、巻き貝などを食べる。
琵琶湖における産卵期は6 - 7月で、1,500 - 6,000個の卵を水深2 - 6メートルの砂泥底に産み付ける。3日ほどでふ化し、成長した稚魚は、水深2 - 3メートルの泥底で生活する。

## 人間による利用
ホンモロコの代用として、デメモロコとともに食用にされる。

## 保全状況評価
- 絶滅危惧II類 (VU)（環境省レッドリスト）